# 팀홀튼
팀홀튼(Tim Hortons Inc.)은 커피와 도넛을 판매하는 캐나다의 커피 전문점으로, 본사는 토론토에 있다.
캐나다의 아이스하키 선수인 팀 호턴이 1964년 5월 17일 온타리오주 해밀턴에 오픈한 도넛 매장이 시초다. 현재 캐나다에서 가장 큰 패스트푸드 음식점이며, 캐나다 국기의 상징물인 슈거메이플 나뭇잎 모양의 마크를 이용하는 등 캐나다를 상징하는 기업 중 하나다. 캐나다 전국으로 매장을 빠르게 확장했지만, 기업의 연고지인 온타리오주에 상대적으로 매장이 많이 분포하는 편이다. 그래도 주마다 매장의 분포가 편중되어 있는 미국의 던킨 도너츠 등에 비하면, 상대적으로 캐나다 전국에 매장 분포가 고른 편이다.
팀스(Tim's) 또는 티미스(Timmies, Timmy's)라는 약칭으로 불린다. 대한민국 매장 바깥에도 슈거메이플 나뭇잎 바탕에 Tim's로 표기되어 있다.

## 역사
NHL 팀 토론토 메이플리프스 소속의 수비수 팀 호턴이 1964년 5월 17일에 설립했다.
사업가 짐 셔레이드로부터 자문을 받아 본인의 이름을 딴 "Tim Horton Donuts" 이라는 도넛 매장 1호점을 해밀턴에 개업한 팀 호턴은 해밀턴시의 전직 경찰이었던 론 조이스(Ron Joyce)를 만났다. 론 조이스는 1965년 Ottawa Street에 있는 1호점을 관리하게 된다. 1967년에 론 조이스가 2개의 새로운 도넛 매장을 개점한 이후, 조이스는 팀 호턴의 완벽한 사업 파트너가 되었다. 1974년 2월 21일에 팀 호턴이 자신의 드 토마소 판테라를 몰고 버펄로로 가다가 세인트캐서린스에서 교통사고로 숨지자, 론 조이스는 100만 달러에 호턴의 가족으로부터 회사 지분과 회사가 소유한 40개개의 소유권을 획득하게 된다. 호턴의 지분을 인수한 론 조이스는 빠르고 공격적으로 팀홀튼 회사의 사업을 확장했고, 1991년에는 500호점을 오픈하게 된다.
이런 적극적인 론 조이스에 의한 팀홀튼의 공략이 캐나다 내 "커피와 도넛 식당"의 큰 변화를 일으켰으며, 이런 적극적인 사업의 결과로 캐나다는 1인당 도넛 매점의 비율이 세계 최고인 국가가 되었다.
회사는 원래 "Tim Donut Limited."가 소유였다. 1990년대 "Tim Donut Limited."의 영문 앞글자만 따와서 "The TDL Group Ltd."로 변경하게 된다. 이러한 변경으로 도넛 사업자라는 인상을 가리고 지속적인 메뉴 개발과 소비자의 욕구를 충족시킬 수 있게 되었다.
초기에 개점한 매장에는 아직도 회사 로고에 "Tim Horton's"를 사용하고 있다. 현재 공식적인 영문 표기는 "Tim Hortons"다. 이는 과거 "'s"가 "s"로 바뀐 것인데, 영어와 프랑스어를 혼용하는 캐나다의 특성상 퀘벡주의 상표 언어에 대한 법에 의해서 프랑스어 문법에 존재하지 않는 "'s"를 사용한 "Tim Horton's"는 1993년에 상호를 "Tim Hortons"로 변경해야만 했다. 이후 문법에 맞춰서 수정한 이 상호를 전국적으로 사용하게 되었다.
1995년에 론 조이스는 미국 웬디스에 팀홀튼을 매각했다. 팀홀튼은 웬디스와 합병했다가, 2006년 9월에 웬디스와 분리했다.
2013년에는 해밀턴에 신축 중이던 다목적 경기장의 명명권을 취득했으며, 이 경기장은 팀 호턴스 필드로 불린다.
2014년 8월 26일에 버거킹을 계열로 두고 있는 레스토랑 브랜즈 인터네셔널(RBI)이 팀홀튼을 110억 달러에 인수했다. 동시에 레스토랑 브랜즈 인터네셔널 그룹은 본사를 미국에서 캐나다 토론토로 옮겼다.
2018년 4월 17일에 본사를 오크빌에서 토론토로 이전했다.
대한민국에는 2023년 12월 14일에 대한민국 1호점인 신논현역점을 오픈하면서 본격적으로 진출했다. 대한민국에서 버거킹을 운영하는 비케이알이 팀홀튼 브랜드를 관리하고, 기존 비케이알의 버거킹 앱 계정을 팀홀튼 앱에서도 연동할 수 있게 했다. 그러나 캐나다 본토에서의 대중적인 이미지와 달리, 대한민국에서는 가격 정책 때문에 비판을 받고 있다. 결국 인천 1호점인 청라점이 개점한 지 불과 1년 1개월 만인 2025년 5월 31일을 마지막으로 폐점하며 우려를 낳고 있다.

## 자선 사업
팀홀튼은 지역 사회의 어린이들을 위해 1달러짜리 스마일 쿠키를 판매한 수익금으로 자선 활동을 펴왔다. 1996년 캐나다 온타리오주 해밀턴에서 '해밀턴 어린이 병원'의 기금에 스마일 쿠기 수익금을 기부하기 시작한 것이 시초다. 그 후 스마일 쿠키는 캐나다 전역의 팀홀튼 매장으로 번졌고, 지역 병원과 여러 자선 단체를 통해 수많은 어린이들을 돕고 있다.

## 대표 메뉴
- 아이스 카푸치노 (Iced Cappucchino) 아이스 카푸치노를 짧게 줄여 아이스 캡(Iced Capp)이라고 부른다. 시그니처 커피 베이스와 크림을 슬러시처럼 갈아서 만든 블렌드 음료다. 특히 무더운 여름에 많은 캐나다인들의 사랑을 받는 팀홀튼의 대표적인 메뉴 중 하나다.
- 더블더블은 고급스러운 대한민국식 믹스커피라며 공식적으로 표명하고 있는 팀홀튼의 대표 메뉴이다.

## 사진

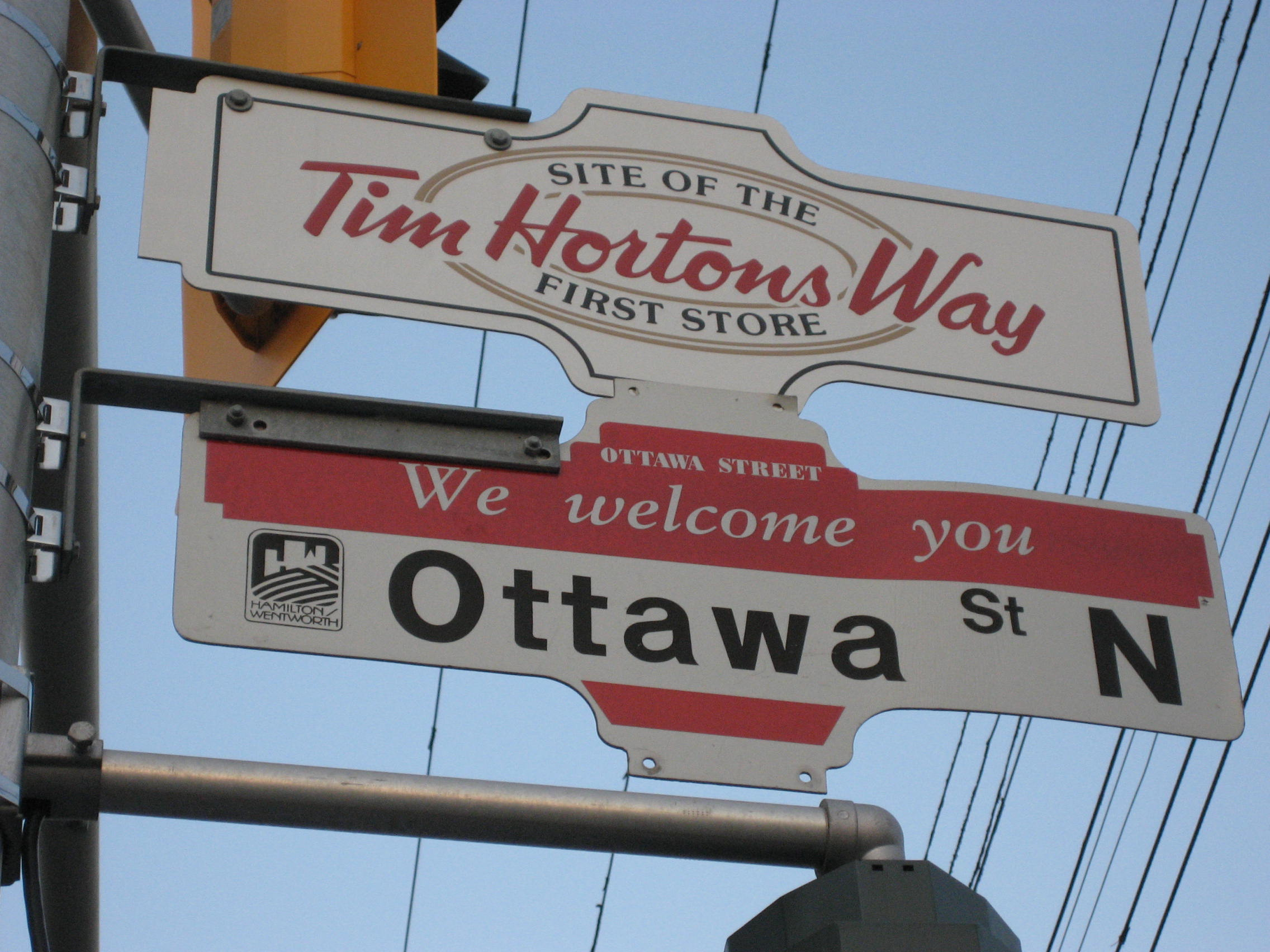
팀 호턴스 웨이, 해밀턴
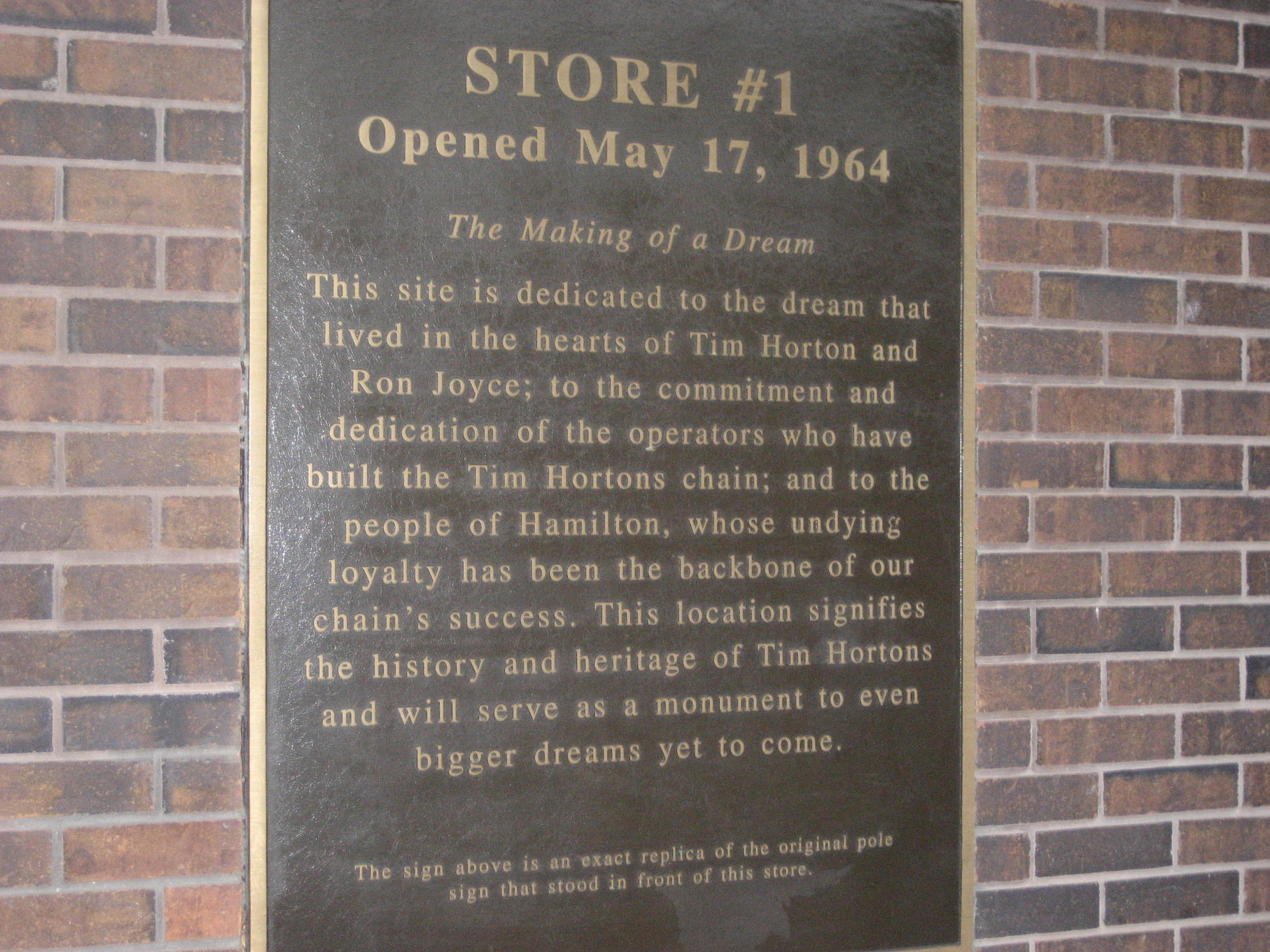
팀 호턴스 1호점
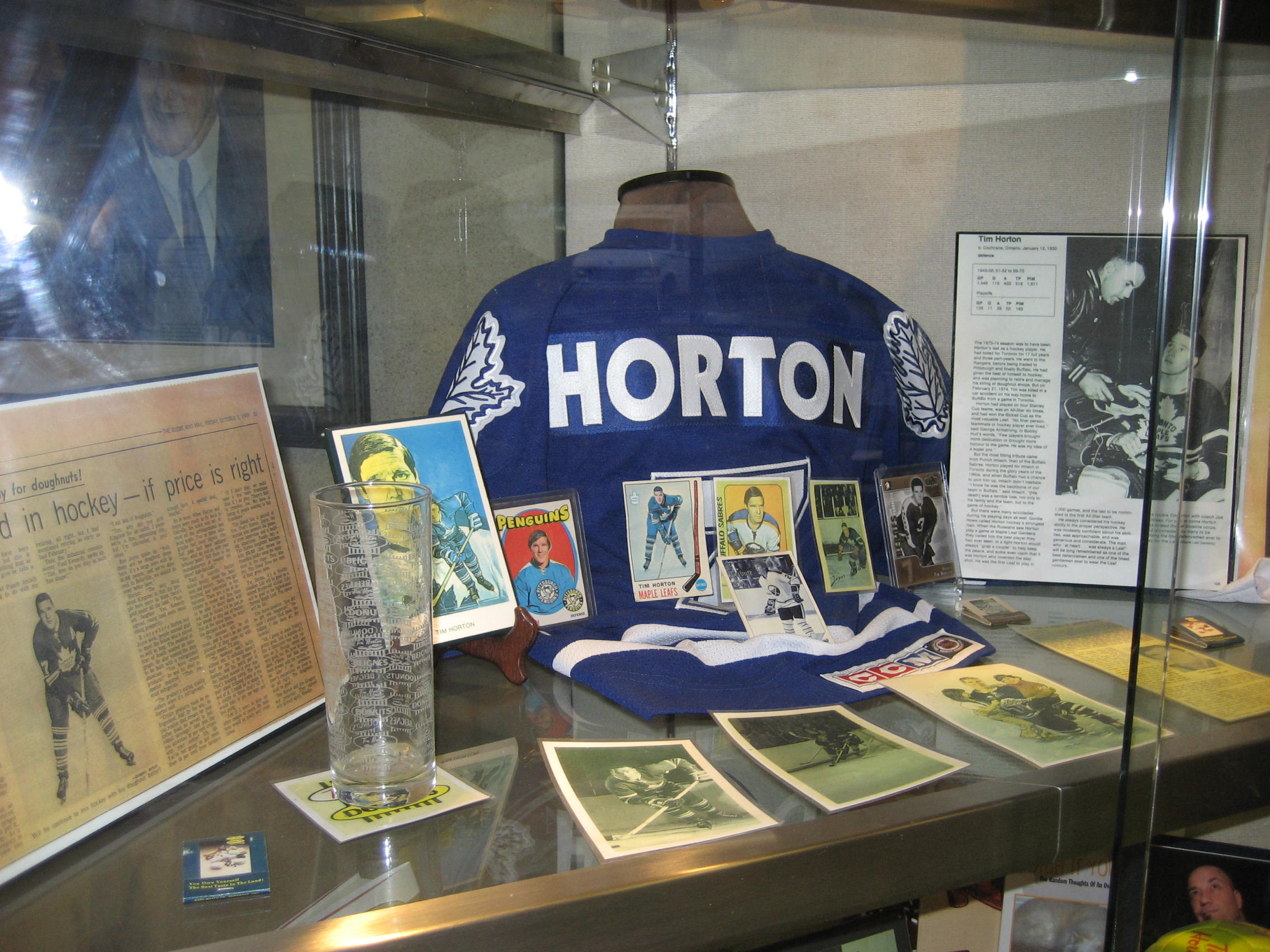
디스플레이 케이스, 팀 호턴스 1호점

## 같이 보기
- 웬디스
- 팀빗
- 버거킹

## 참고 문헌
1. ↑  "Wendy's confirms Tim Hortons IPO by March", Ottawa Business Journal, 2005년 12월 1일,  보관됨 2006-06-29 - 웨이백 머신
2. ↑  “Tim Horton (1930 - 1974)”. 2010년 4월 6일에 확인함.
3. ↑  Kenneth Kidd (케니스 키드) (2006년 3월 26일). “Timbit nation”. 토론토 스타. 2006년 6월 14일에 원본 문서에서 보존된 문서. 2010년 4월 6일에 확인함.
4. ↑  “The unofficial national sugary snack”. Canadian Broadcasting Corporation. 1994년 9월 1일. 2010년 4월 6일에 확인함.
5. ↑  美 버거킹, 캐나다 팀홀튼 110억 달러에 인수 합의 - 연합뉴스
6. ↑  캐나다 빽다방 `팀홀튼` 커피 대한민국 상륙... 서울 신논현역점 오픈 - 디지털타임스
7. ↑  캐나다에서 스타벅스 꺾었다는 '팀홀튼' 앞 호평과 혹평 - 더스쿠프
8. ↑  팀홀튼, 국내 직영 매장 첫 폐점…한국서 힘 못쓰는 글로벌 소비재 - 뉴스1